# Кратко, Бернард Михайлович
Бернард (Шимон-Бер) Михайлович Кратко (при рождении Арон бен Шимон Кратко; 17 января 1884, Варшава — 1 августа 1960, Киев) — советский художник и скульптор, муж Жозефины Диндо. Профессор Академии художеств (1919). Профессор Киевского художественного института (1925—1936).

## Биография
Родился 17 января 1884 года в Варшаве в еврейской семье. В детстве увлекался рисованием. Работая учеником типографии, учился в вечерней школе искусств при музее в мастерской К. Дуниковского. В 1901—1906 годах учился в Варшавском художественном институте (сначала на живописном факультете, а затем на скульптурном отделении). В 1913 году создал декоративную скульптуру-фонтан «Четыре времени года». По окончании института был премирован поездкой в Германию, Египет и Италию. Вернувшись, работал в типографии, где занимался графикой на скульптурном заводе.
В 1916 году переехал в Петроград, в 1918 году в Киев, а в 1920 году в Харьков (где прожил пять лет). С 1925 года вернулся в Киев, где стал работать в Киевском художественном институте и проработал в нём 10 лет. Был избран профессором, преподавал скульптуру.
7 декабря 1937 был арестован сотрудниками НКВД и по обвинению в связях «с врагом народа Бойчуком приговорен к ссылке на неопределенный срок» в Среднюю Азию. В 1945 году снова вернулся в Киев, в 1948 году переехал в Донбасс.
После смерти Сталина переехал в Киев, где и скончался. Похоронен на Лукьяновском кладбище (участок № 25, ряд 1, место 26), совместно с его женой Ж. К. Диндо. Надпись на надгробьи: «Скульпторы Жозефина Константиновна Диндо, 1902—1953; Бернард Михайлович Кратко, 1884—1960».

## Членство в обществах
- Еврейское общество поощрения художеств
- Ассоциация революционного искусства Украины (1927)

## Участие в выставках
- Выставка Еврейского общества поощрения художеств в Петрограде и Москве (1918)
- Юбилейная выставка искусства народов СССР в Москве (1927)
- 1-я, 2-я, 5-я, 6-я Всеукраинская художественная выставка (1927, 1929, 1932, 1935) в Харькове, Одессе, Киеве и других городах Украины
- Выставка этюдов художников Украины и Молдавии (1937) в Харькове, Киеве, Днепропетровске, Одессе
- Выставка произведений художников Донбасса (1949, 1955, 1956) в Донецке.

## Избранные работы
- Бюст Тараса Шевченко, который был установлен на месте памятника Александру II, на территории бывшего Купеческого сада (теперь филармония), бюст Карла Маркса (1920)
- Бюст Григория Сковороды (1923)
- «Красноармеец» (1924)
- Портрет Марии Заньковецкой (1928)
- Портрет П. Волокидина (1934)
- Композиция «Шахтере» (1946)
- Памятник Якову Свердлову в Енакиево Донецкой области (1951)
- Памятник Владимиру Ленину на шахте имени Челюскинцев в Донбассе (1953)
- Памятник Михаилу Бойчуку
- Памятник В. Дранишникову
- Горельефы и барельефы для Дворца Культуры Щербинивци (1932—1935)
- Памятник Николаю Щорсу в Житомире (в соавторстве с Петром Ульяновым и Максом Гельманом)
- Мемориальная доска с барельефами казненных декабристов (Киев, улица Грушевского, 14)

Ряд произведений Б. Краткая хранятся в Национальном художественном музее Украины.

## Иллюстрирование книг
- Создал иллюстрации к собранию сочинений И. Л. Переца, вышедшее в 1908 г. в Нью-Йорке и Варшаве. За данные иллюстрации скультпр был назван Мелехом Равичем (Захария Хоне Бергнер, 1893—1976) «знаменитым иллюстратором»[5]